# Verticordia spicata
Verticordia spicata är en myrtenväxtart som beskrevs av Ferdinand von Mueller. Verticordia spicata ingår i släktet Verticordia och familjen myrtenväxter.

## Underarter
Arten delas in i följande underarter:
- V. s. spicata
- V. s. squamosa